# Open GDF SUEZ Montpellier
L'Open GDF SUEZ Montpellier è un torneo professionistico di tennis giocato su campi in terra rossa. Fa parte dell'ITF Women's Circuit. Si gioca annualmente a Montpellier in Francia.

## Albo d'oro

### Singolare
| Anno | Campionessa       | Finalista              | Punteggio     |
| ---- | ----------------- | ---------------------- | ------------- |
| 2011 | Bibiane Schoofs   | Leticia Costas Moreira | 6–4, 6–4      |
| 2012 | Séverine Beltrame | Catalina Castaño       | 6–2, 7–6(7–4) |
| 2013 | Ana Konjuh        | Irina Chromačëva       | 6–3, 6–1      |

### Doppio
| Anno | Campionesse                               | Finaliste                                   | Punteggio        |
| ---- | ----------------------------------------- | ------------------------------------------- | ---------------- |
| 2011 | Paula Cristina Gonçalves Maryna Zanevs'ka | Inés Ferrer-Suárez Mădălina Gojnea          | 6–4, 7–5         |
| 2012 | Séverine Beltrame Laura Thorpe            | Mailen Auroux María Irigoyen                | 4–6, 6–4, [10–6] |
| 2013 | Irina Chromačëva Renata Voráčová          | Inés Ferrer Suárez Paula Cristina Gonçalves | 6–1, 6–4         |